# Estación de Peñarroya
Peñarroya fue una estación de ferrocarril situada en el municipio español de Peñarroya-Pueblonuevo, en la provincia de Córdoba. Constituyó la cabecera del ferrocarril de Peñarroya a Puertollano y Fuente del Arco, por lo que dispuso de importantes instalaciones. La estación estuvo en servicio entre 1895 y 1970. En la actualidad el antiguo complejo ferroviario se encuentra parcialmente desmantelado y fuera de servicio.

## Historia
La Sociedad Minera y Metalúrgica de Peñarroya (SMMP) obtuvo en 1891 una concesión del Estado para construir una línea de vía estrecha que uniera Peñarroya con Fuente del Arco, la cual entraría en servicio cuatro años más tarde. Este trazado sería prolongado en los años siguientes hacia Pozoblanco, Conquista y Puertollano, formando una línea de más de 200 kilómetros. En 1924 la explotación ferroviaria pasó a manos de la Compañía de los Ferrocarriles de Peñarroya y Puertollano, una filial de SMMP. El movimiento principal de la línea fueron los tráficos de mercancías y mineros, si bien desde el principio también contó con servicios de viajeros.
Las instalaciones se encontranan situadas junto al Cerco Industrial de SMMP y la estación de MZA, perteneciente a la línea Almorchón-Belmez. Por este motivo, se podían realizar trasbordos de mercancías y mercancías entre ambas estaciones. Además del edificio de viajeros y un muelle-almacén de mercancías, el complejo de Peñarroya disponía de varias vías de servicio, cocheras, un puente giratorio, etc. En 1956 la gestión de la línea y las instalaciones pasó a manos del organismo de Explotación de Ferrocarriles por el Estado, que en 1965 sería sucedido en estas funciones por Ferrocarriles Españoles de Vía Estrecha (FEVE). El trazado sería clausurado al tráfico en 1970, por no ser su explotación económicamente rentable. Algún tiempo después las vías fueron desmanteladas y las instalaciones desmanteladas.